# Last Kiss (BONNIE PINKの曲)
「Last Kiss」（ラスト キス）は、BONNIE PINKの18枚目のシングル。2004年4月7日発売。発売元はワーナーミュージック・ジャパン。CDコードはWPCL-10086。

## 解説
- 前作から3か月ぶりとなるシングル。前作に続いてトーレ・ヨハンソンとタッグを組んでのプロデュース。
- PVにはBONNIE PINK本人と尚玄が出演した。
- CDを鍵として期間限定特別WEBサイトにアクセスできる「ConnecteD」対応CDだった。また、アルバム『Even So』と併用することでさらなるスペシャル・サイトにもアクセス出来た。
- 2008年に美吉田月が、2010年に友人であるJUJUが同曲をカバー[1]。

## 収録曲
1. Last Kiss （4:22）
（作詞・作曲：BONNIE PINK）
CX系アニメ『GANTZ 〜the first stage〜』エンディングテーマ
2. 5 more minutes （3:23）
（作詞・作曲：BONNIE PINK）
3. Last Kiss-Instrumental-
（作曲：BONNIE PINK）
4. I'm in the mood for dancing （3:36）
（作詞・作曲：Ben Findon, Mike Myers and Bob Puzey、編曲：會田茂一）
ノーランズが1980年に発売したヒット曲のカバー。サントリーチューハイ「カロリ。」CMソング。
ボーカル部分のみGULAスタジオにて収録。

## 各曲の収録アルバム
- 『Even So』（1.,2.）
- 『Every Single Day -Complete BONNIE PINK（1995-2006）-』（1.）
- 『Back Room -BONNIE PINK Remakes-』（1.-リメイクされて収録）

- 『恋のうた2』（1.-コンピレーション・アルバムに収録）
- 『I Love You J-Ballads』（1.-コンピレーション・アルバムに収録）
- 『Very!-My Favorites!-』（4.-コンピレーション・アルバムに収録）
- オリジナル･アルバム未収録（4.）

## カバー
- アルバム『pure flavor #2〜key of love〜』収録。（美吉田月がカバー）
- マキシ・シングル「桜雨／READY FOR LOVE／S.H.E.／Last Kiss」収録。（JUJUがカバー）
- アルバム『Request』収録。（JUJUのカバー・アルバム）